# Pleiospermium latialatum
Pleiospermium latialatum är en vinruteväxtart som beskrevs av Walter Tennyson Swingle. Pleiospermium latialatum ingår i släktet Pleiospermium och familjen vinruteväxter. Inga underarter finns listade i Catalogue of Life.